# Qasr ibn Wardan

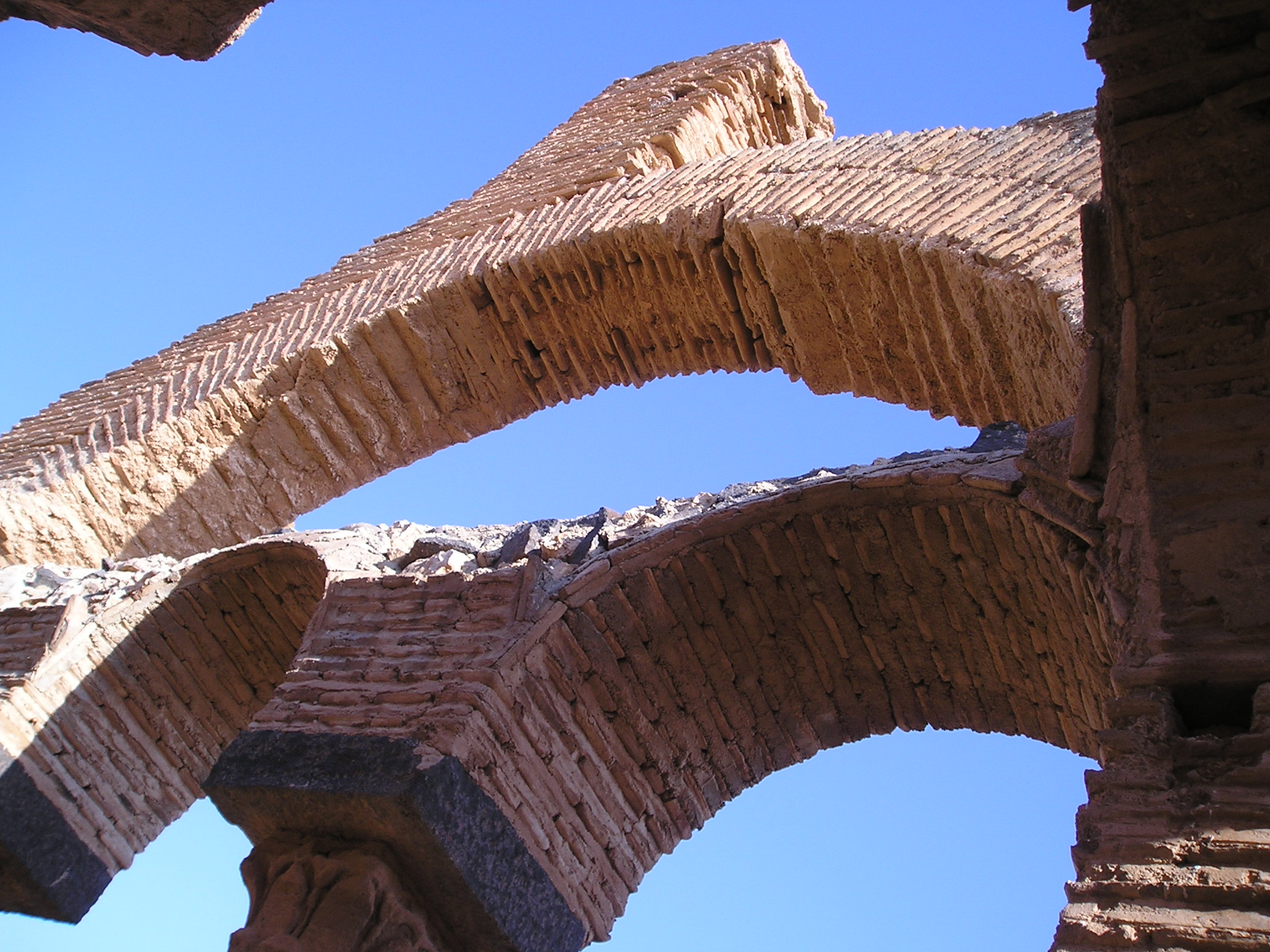
Resti della chiesa

Qasr ibn Wardan (in arabo قصر أبن وردان‎?) è un insediamento che si trova nel deserto della Siria a circa 60 km da Hama. Questo risale alla metà del VI secolo e fu fatto erigere dall'imperatore di Bisanzio Giustiniano I per finalità difensive contro i Sassanidi.
Il complesso, forse sede di un importante capo militare, consisteva in una caserma, un Palazzo e una Chiesa. La chiesa è a pianta rettangolare con torre scalare sporgente; il nucleo interno è maggiormente sviluppato in altezza e i capitelli delle colonne sono imitazioni siriane dei modelli bizantini. Il palazzo è invece a due piani e l'elemento principale è la sala a quadrifoglio, con braccia laterali allungate.